# Công ty trực thăng Robinson
Công ty Trực thăng Robinson, đặt trụ sở tại Zamperini Field ở Torrance, California, là một nhà sản xuất helicopter Hoa Kỳ. Tính đến  năm 2024, Robinson đã cho ra ba model: trực thăng 2 chỗ ngồi R22, trực thăng bốn chỗ ngồi R44, cả hai đều sử dụng Lycoming piston engines, và trực thăng 5 chỗ ngồi R66, sử dụng Rolls-Royce turbine engines.

## Lịch sử
Công ty được thành lập vào năm 1973 bởi Frank Robinson, một cựu nhân viên của Bell Helicopter và Hughes Helicopters. Kể từ khi bàn giao sản phẩm đầu tiên vào năm 1979, Robinson Helicopter đến nay đã sản xuất hơn 12,000 phi cơ. Robinson kỷ niệm 50 năm hoạt động vào tháng 6 năm 2023.
Kế hoạch sản xuất Robinson R66 được công bố vào tháng 3 năm 2007. Đây là một trực thăng 5 chỗ ngồi có tính năng tương tự R44, nhưng được bổ sung thêm khoan hành lý, wider cabin by 8 in (20 cm), và sử dụng động cơ gas turbine Rolls-Royce RR300
Trong năm 2013, Robinson nhà sản xuất dẫn đầu thế giới, bán được 523 trực thăng hạng nhẹ, tăng 1% so với năm 2012. Sản lượng 2014 giảm còn 329 phi cơ. Năm 2015, Robinson sản xuất một R22, bốn hay năm R44, và một hoặc hai  R66 mỗi tuần, và đã ký hợp đồng với Rolls-Royce nhằm cung cấp 100 động cơ turbine RR300 mỗi năm và 10 năm đối với R66. Nhà máy của công ty có công suất hơn 1,000 trực thăng mỗi năm.

## Sản phẩm
- Robinson R22
- Robinson R44
- Robinson R66

Robinson also produces the Robinson Helipad, a modular helipad được thiết kế cho trực thăng hạng nhẹ.

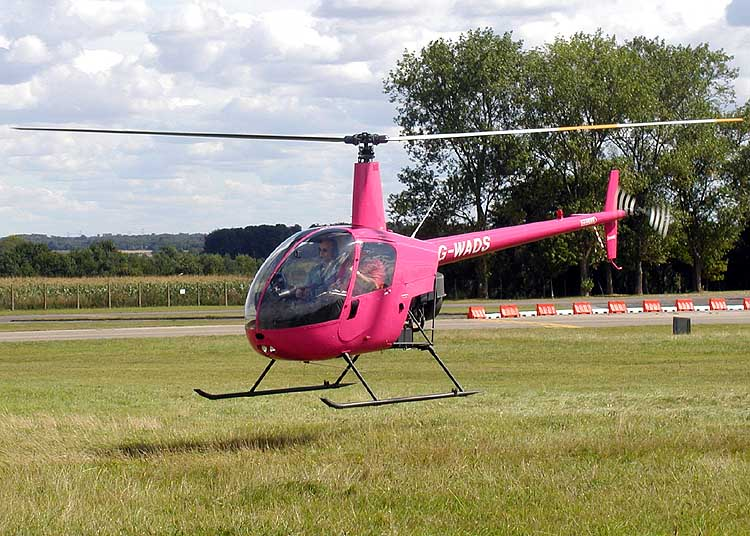
Robinson R22 Beta
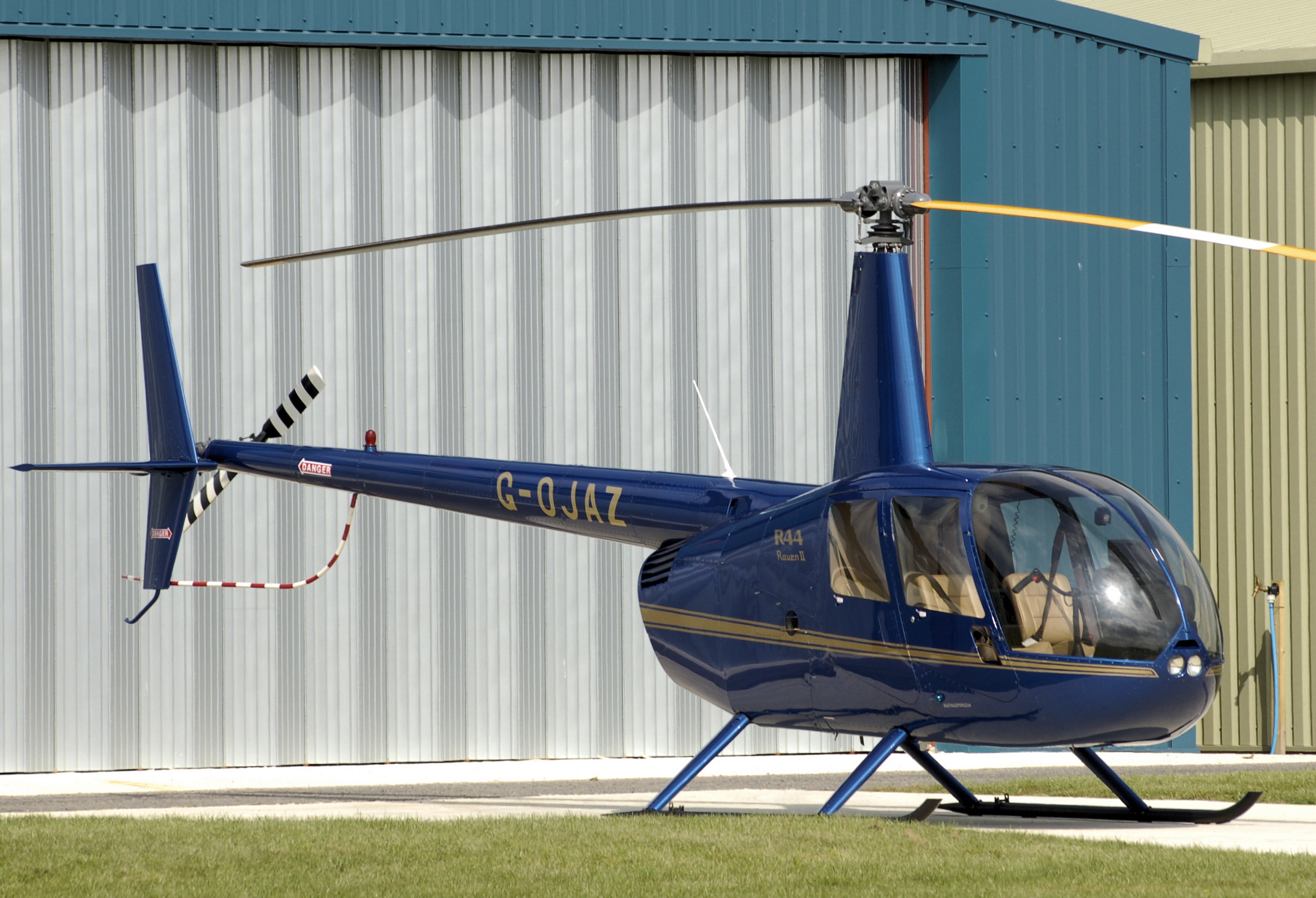
Robinson R44 Raven II
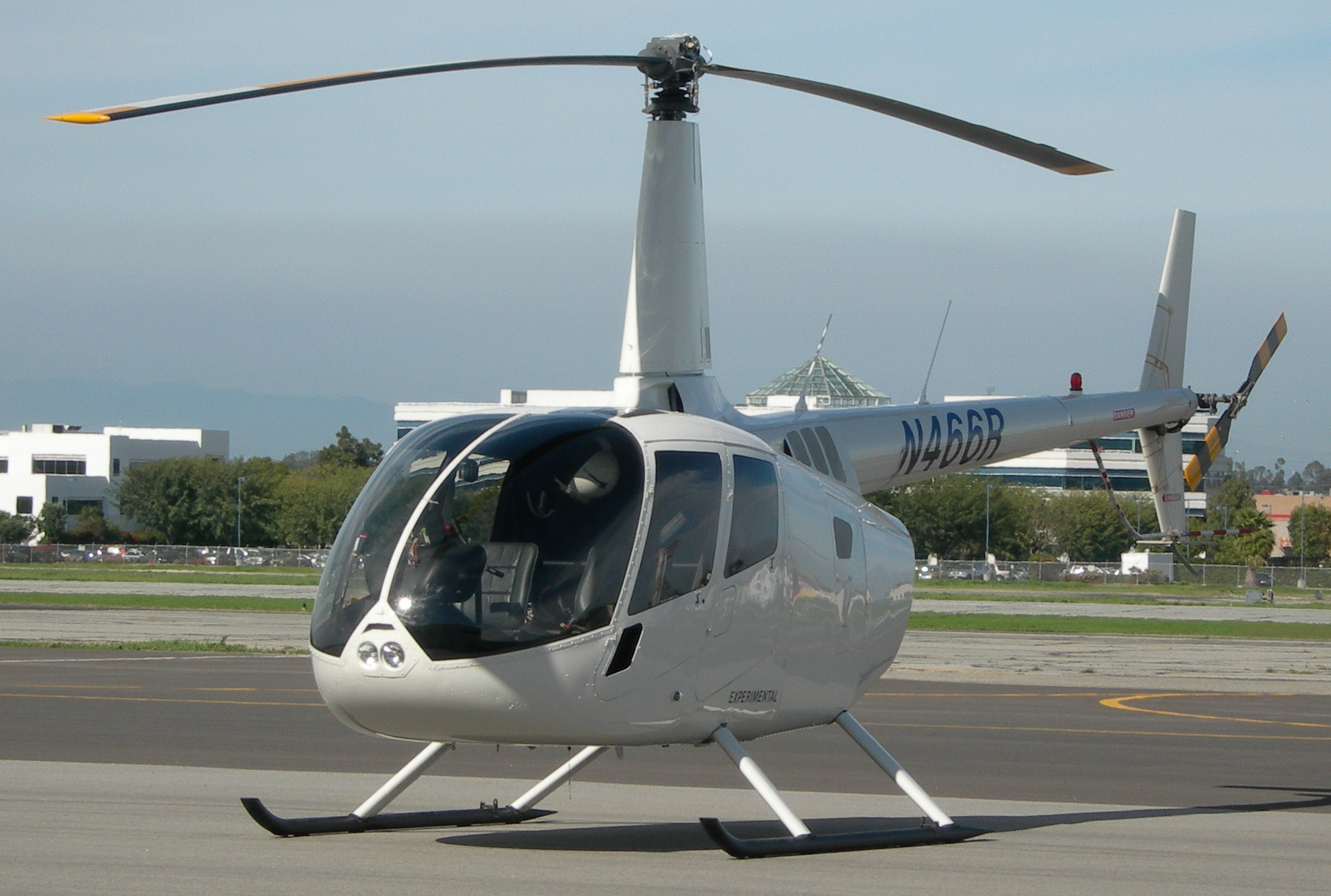
Robinson R66 Turbine

## Tranh cãi Mast-bumping
Mast bumping là một tình trạng nguy hiểm của trực thăng khi tải trọng trên rotor assembly của trực thăng giảm tạm thời trong lúc bay (ví dụ, trong lúc thực hiện động tác low-g hoặc thời tiết nhiễu động). Việc giảm tải trọng gây ra excessive flapping trong cánh rotor trực thăng, có thể dẫn đến việc hệ thống rotor bị tách khỏi trực  thăng.
Trực thăng Robinson sử dụng thiết kế rotor chính được cấp sáng chế, with a triple-hinged rotor assembly "teetering" atop an extended mast. Vài trực thăng Robinson đã bị phá huỷ trong các sự cố mast bumping was determined to have occurred. A May 2018 article in the Los Angeles Times reported Robinson helicopters seemed to have increased susceptibility to mast-bumping incidents.
Năm 2016, New Zealand Transport Accident Investigation Commission (TAIC) released a report summarizing 14 mast-bumping accidents or incidents involving Robinson helicopters in New Zealand, trong đó 18 người đã chết. The TAIC report noted "Helicopters with semirigid, two-bladed main rotor systems, as used on Robinson helicopters, are particularly susceptible to mast bumping in "low-G" conditions".
Năm 2018, một vụ kiện ở U.S. cáo buộc Robinson Helicopter Company of defective manufacturing after a mast-bumping event gây ra sự cố hỏng phi cơ R66 khi đang bay.